# Christian Elsässer

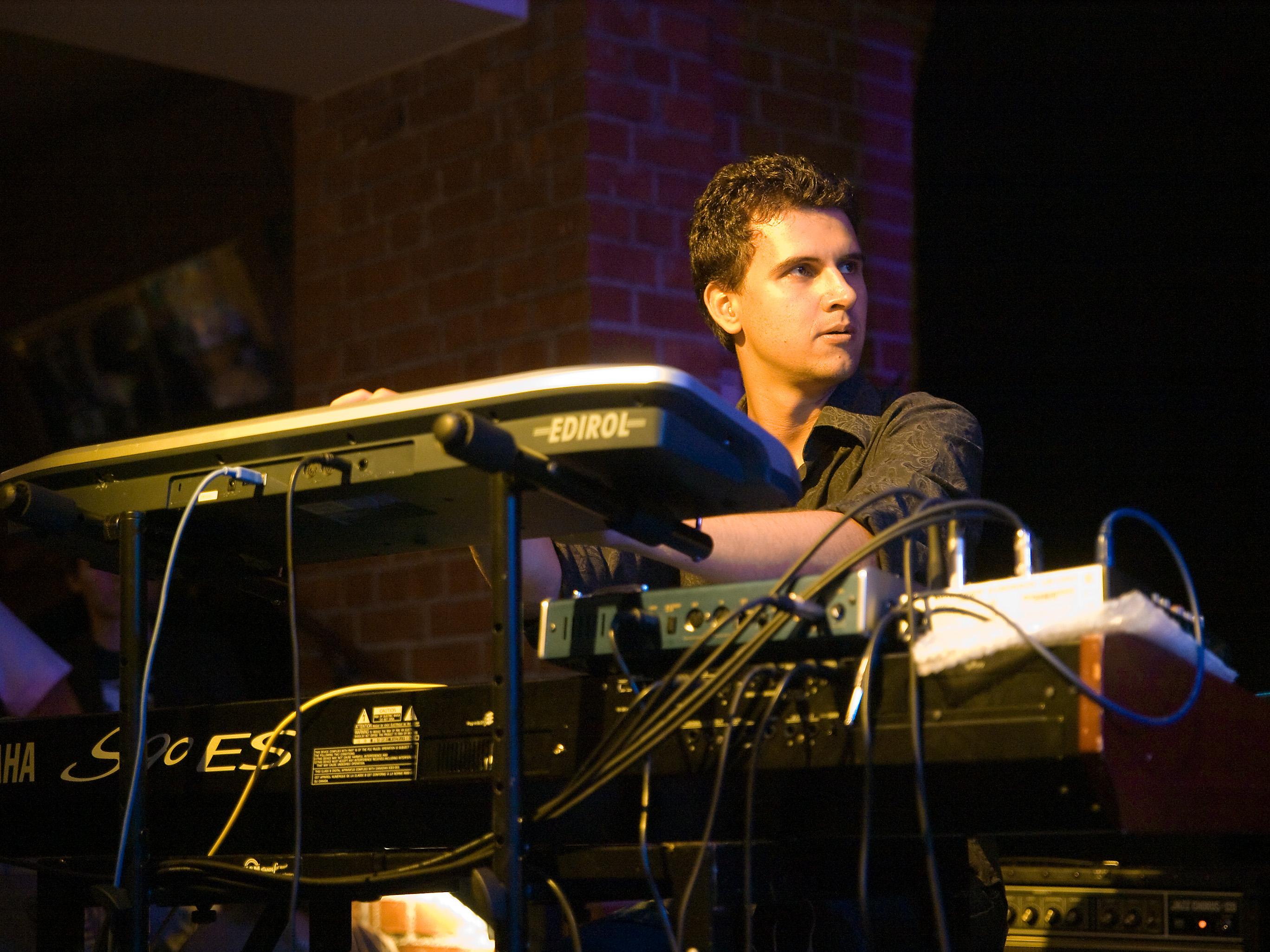
Christian Elsaesser im Jazzclub Unterfahrt (München, 2010)

Christian Elsässer (* 23. Juli 1983 in München) ist ein deutscher Jazzpianist, Komponist und Dirigent.

## Leben und Wirken
Elsässer erhielt ab 1991 Klavierunterricht bei Peter Kütt, später auch privaten Unterricht in Musiktheorie und Komposition. Von 1999 bis 2004 war er als Jungstudent am Richard-Strauss-Konservatorium bei Leonid Chizhik, wo er von 2004 bis 2006 Jazzpiano bei Chizhik und klassisches Piano bei Michael Leslie studierte. Bis 2008 schloss sich ein Aufbaustudium in klassischer Komposition bei Wilfried Hiller am Münchner Konservatorium an. Von 1997 bis 2001 war er Mitglied im Landes-Jugendjazzorchester Bayern; auf dessen Album Together sind auch Kompositionen von Christian Elsässer enthalten. Daneben war er auch Mitglied des Harald Rüschenbaum Jazz Orchestra (Album 23).
1999 gründete er ein eigenes Trio, das mehrere CDs vorlegte und auch beim Rheingau Musik Festival und dem Klavierfestival Ruhr auftrat und aus München mehrere Rundfunkübertragungen hatte. Im März 2002 gab er im Rubinstein-Saal des Münchner Steinway-Hauses sein Konzertdebüt als Solopianist. Er arbeitet regelmäßig mit renommierten Klangkörpern wie dem Metropole Orkest, dem Scottish National Jazz Orchestra, den deutschen Rundfunk-Bigbands (z. B. für das Album Rise & Arrive mit der hr-Bigband, für Flying in Circles mit der NDR Bigband) sowie dem Münchner Rundfunkorchester.
Elsässer schrieb Orchester- und Bigband-Arrangements für internationale Solisten wie Dee Dee Bridgewater, Kurt Elling, Mike Stern, Mike Manieri u. v. a. 2018 veröffentlichte Elling Elsässers Arrangement des Paul-Simon-Songs An American Tune auf seinem Album The Questions.
Weiterhin ging Elsässer 2007 mit Pee Wee Ellis auf Europatournee, spielte auch mit Musikern wie Klaus Doldinger (Quartett und Passport), mit Adam Nussbaum, John Abercrombie, Alphonse Mouzon, Franco Ambrosetti, Johannes Enders, Bobby Shew, Don Menza, Claus Reichstaller und Johannes Faber. Er begleitete außerdem Jenny Evans, Gerry Hayes und Veronika Zunhammer. Zudem komponierte er für den Film (Mena (2008). Die Unbedingten (2009), Von Haus zu Haus (2009)) und das Fernsehen (Marienhof (ARD, 2005–2008), Unsere wilde Meute (ZDF, 2007), Trixi der Film (Pro7, 2008), 37 Grad (ZDF, 2008)).
Ab Herbst 2008 war Elsässer als Lehrbeauftragter an der Hochschule für Musik und Theater München tätig; 2017 wurde er dort auf eine Professur für Jazz-Komposition und Jazz-Klavier berufen.

## Preise und Auszeichnungen
Elsässer wurde 2004 mit dem Dieter Ulrich Musik Förderpreis ausgezeichnet. 2005 war er Gewinner des Gasteig Wettbewerbs. Für seine Komposition Above All erhielt er beim Big-Band-Kompositionswettbewerb des Hessischen Rundfunks 2010 den Ersten Preis, eine Produktion mit der hr-Bigband; 2011 gewann er den Ersten Preis beim Big-Band-Arrangementwettbewerb des NDR mit einer Up-Tempo-Version des Standards Smoke Gets in Your Eyes und seiner Komposition Woodzling, die er mit der NDR-Bigband vorstellte. Die Kulturredaktion der Münchner Abendzeitung verlieh ihm 2010 ihren Stern des Jahres. Für sein Album Seemingly erhielt er 2012 einen ECHO Jazz. Sein Christian Elsässer Jazz Orchestra wurde 2016 mit dem Bayerischen Kunstförderpreis ausgezeichnet.

## Diskographische Hinweise
- Future Days (2001, Organic Music, mit Sava Medan bzw. Helmuth Schulz, Alex Sanguinetti)
- Venice (2002, Organic Music, mit Marc Abrams, Guido May)
- Rediscovering Peer Gynt (2007, Organic Music, mit Peter Cudek, Guido May)
- Seemingly (2010, C.A.R.E. Music, mit Henning Sieverts, Bastian Jütte sowie Ulrich Wangenheim)
- Flying in Circles (2015, Label 11, mit der NDR Big Band)
- The Mirror Suite (2018, mit der Jazzrausch Bigband)
- Christian Elsässer / WDR Big Band: Spurensuche (2020, Tangible)[4]